# مری آن جکسون
مری آن جکسون (انگلیسی: Mary Ann Jackson؛ ‏ ۱۴ ژانویهٔ ۱۹۲۳ – ۱۷ دسامبر ۲۰۰۳) بازیگر اهل ایالات متحده آمریکا و یکی از بازیگران دارودسته ما بود. وی بین سال‌های ۱۹۲۵ تا ۱۹۴۱ میلادی فعالیت می‌کرد.